# Alvear Tower Puerto Madero
L'Alvear Tower Puerto Madero est un gratte-ciel résidentiel situé à Buenos Aires en Argentine. Inauguré en 2019, l'immeuble est haut de 235 mètres pour 54 étages, ce qui en fait le plus haut gratte-ciel d'Argentine.